# Каплуновський Станіслав Олексійович
Станісла́в Олексі́йович Каплуно́вський (13 січня 1976, Полтава — 7 березня 2023, Бахмут, Донецька область) — молодший сержант Збройних сил України, учасник російсько-української війни та першої чеченської війни.

## Життєпис
Народився 13 січня 1976 в місті Полтава. 
Після закінчення школи здобув фах автокранівника в Полтавському професійно-технічному училищі № 23. 
Знищувати ворога почав ще в 1990-х роках, виборюючи незалежність Ічкерії в лавах УНА-УНСО. У Грозному був знайдений у купі трупів, після чого дістав свій позивний «Живий».
У 2014—2015 роках захищав Україну у лавах батальйону «Азов» на Донбасі. 
З початку повномасштабного російського вторгнення боронив Україну в лавах 116-ї окремої бригади ТРО ЗСУ. В листопаді 2022-го перевівся до 3-ї окремої штурмової бригади, в.ч. А4638, на посаду номер обслуги 3-го штурмового відділення 2-го штурмового взводу 1-ї штурмової роти 2-го штурмового батальйону .

## Загибель
Загинув 7 березня під час виконання бойового завдання поблизу міста Бахмут на Донеччині.
Похований на Затуринському кладовищі на рідній Полтавщині.

## Див.також
- Сашко Білий
- Олег Челнов
- Анатолій Лупиніс
- УНА-УНСО